# 航空券

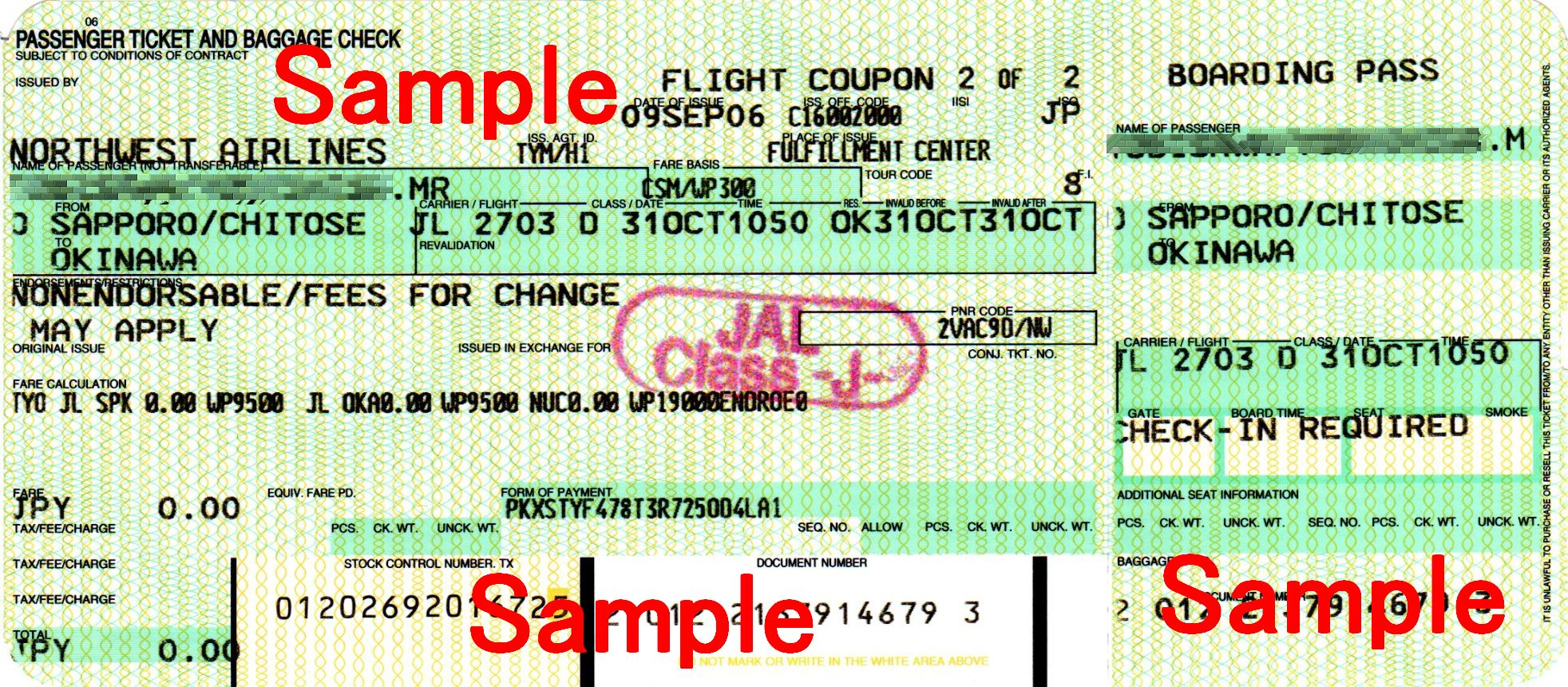
ATB2券の例（ノースウエスト航空）

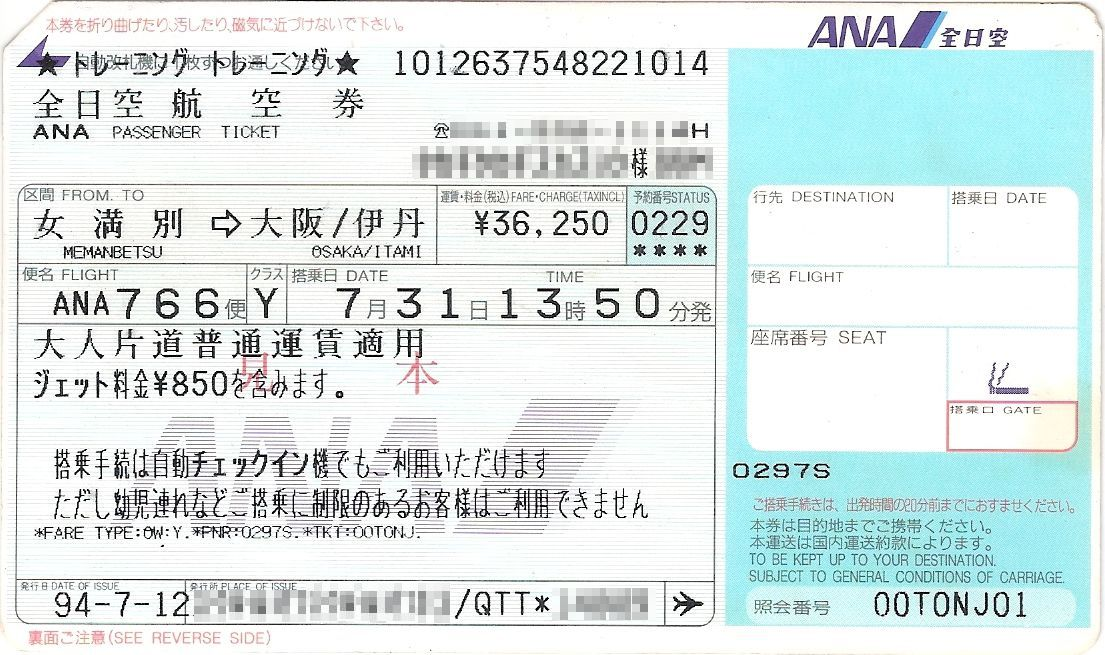
ATB券の例（磁気式時代の全日本空輸）

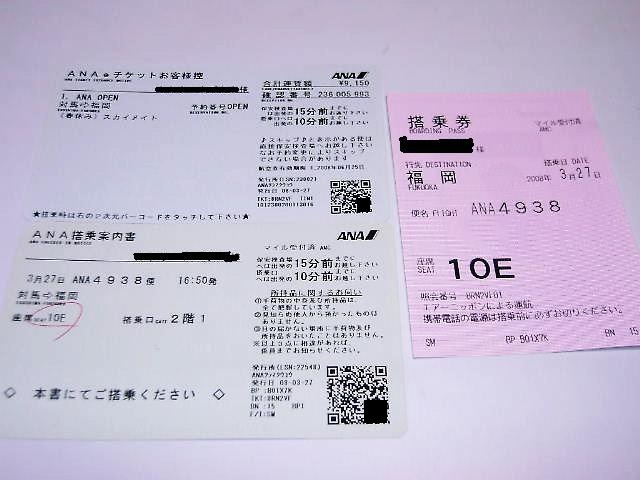
搭乗控えの例（これらは航空券ではない）

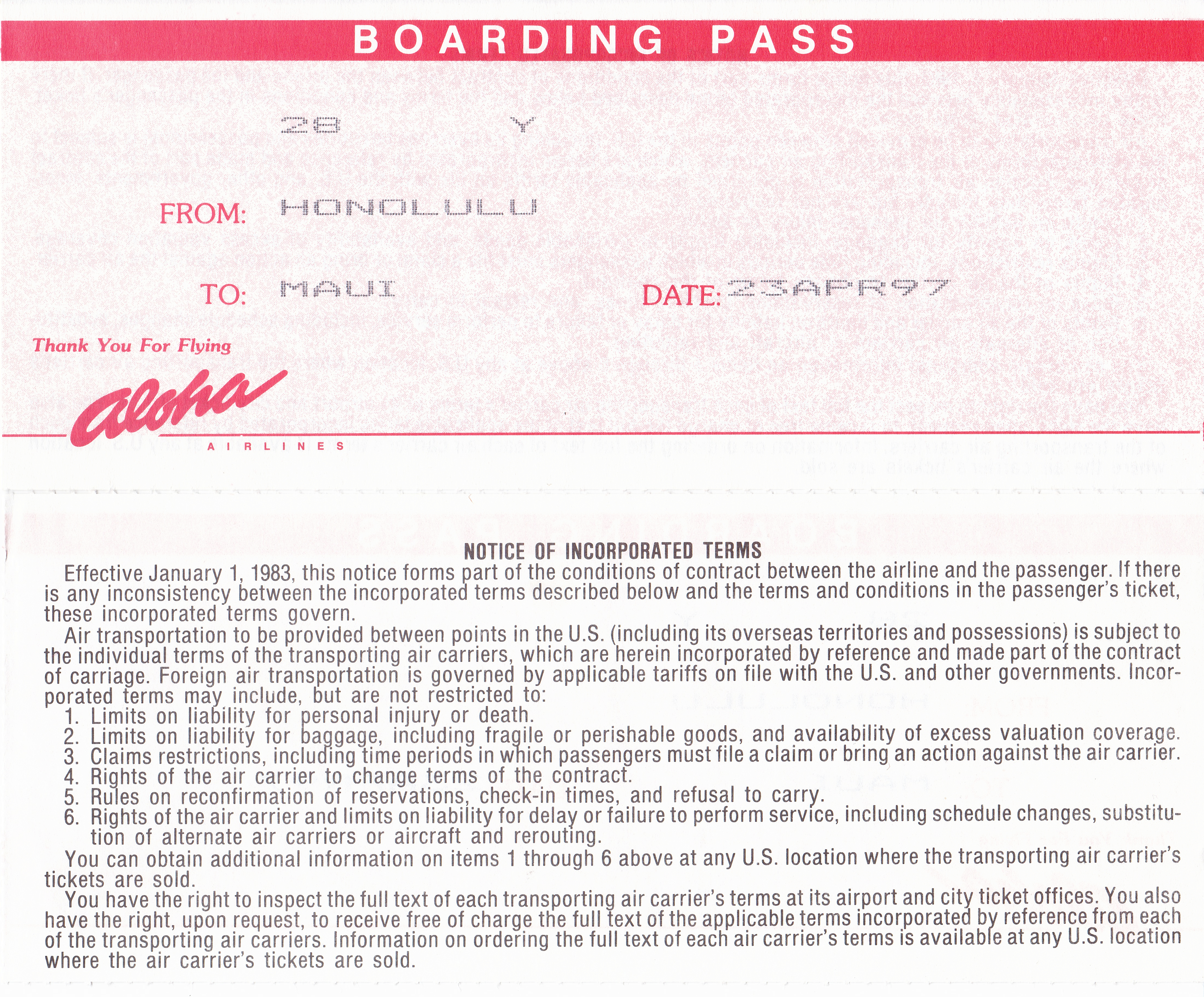
搭乗券（Boarding Pass）の例（アロハ航空）

航空券（こうくうけん、英語: airline ticket）とは、旅客機において旅客及びその手荷物の運送に関して発行される搭乗用券の総称。
航空券には旅客航空券と手荷物切符がある。
航空券は電子化されており、紙の航空券を発行する航空会社は無い。

## 概説
航空券は旅客機に搭乗する際に必要な切符（陸上の交通機関の乗車券に相当する）であり、航空会社と旅客との間の運送契約の証拠書類である。航空券には搭乗する者の氏名、搭乗する区間、便名、座席等級、適用する運賃金額、有効期間等が記載されている。なお、二つ以上の航空会社を乗り継ぐための航空券は連帯運送航空券という。
航空券には国内線航空券と国際線航空券があるが、国際線航空券にはワルソー条約やモントリオール協定などによる制約がある。ワルソー条約の適用を受ける旅客運送の航空券の場合、出発地および到着地、発行地及び日付、予定寄航地、運送人名および旅客名、運送の内容の記載が条約上必要である。また国際線航空券には国際旅行運送約款の抜粋を記載しなければならない。一方、国内線航空券は国内法上の制約のみを受け様式も国際線航空券に比べて簡単である。運航便数や旅客の少ない区間では運送のつど区間運賃を記入する補充航空券が用いられることがある。
全席指定席（あるいは定員制の自由席）である航空機の特性上、航空券は、航空機に搭乗する際は搭乗手続きを行い搭乗券に換える必要がある。
国際線のチェックインの手続では、旅客の所持する航空券とパスポートを確認すると同時に、必要に応じて行先地国家の査証を確認する。旅券と査証の審査は政府業務であり航空会社に審査権はないが、入国手続でのトラブルを防止するため、航空会社が確認を行うもので、国家によっては査証不備の旅客を運送すると、航空会社に対し罰金が課される。
航空券のチェックに続いて座席指定が行われるが、座席指定は搭載荷重の偏りなどを防ぐなど運航の安全上からも重要である。座席指定が終わると、航空会社は航空券のフライトクーポンと引換えに搭乗券を交付する。搭乗券には、航空券に記載されている事項のほか、座席番号や搭乗ゲート番号等が記載される。国内線航空券は、航空券と搭乗券が一体になったものが使用されている。
航空券と搭乗券は言葉が似ており、最近は一体型のものもあるためよく混同されるが、航空券は英語でAir Ticket（Airline Ticket、Passenger Ticketともいう）というようにチケット、つまり所定のサービスを得られる権利を表した証券である。これに対して搭乗券は Boarding Pass という様に、搭乗の通行証である。

## 航空券の特徴
鉄道やバスなど、陸上交通機関の乗車券と違い、原則として記名式であり（法人向け回数券など一部は無記名式）、券面に記載された者以外が使用することや名義を変更することはできない。また、記載された区間以外に変更することも原則としてできない。一つの旅程で、航空券が複数枚ある場合は、順序どおり使用しなくてはならず、逆行使用（例えば「東京→大阪」の航空券を「大阪→東京」の便に使用すること）もできない。ただし、ビジネスきっぷや法人向け回数券での逆区間への変更、予約変更可能な運賃の航空券においてマルチエアポート設定都市内での発着空港の変更など、一部では例外が認められている。ネットオークションなどで不正に入手した航空券（名義人が本人以外の航空券やクレジットカードで不正行為を行った上で入手した航空券など）は搭乗を拒否され、払い戻しは出来ない。
多くの航空会社では、同一旅程の複数の区間のうち一区間でも搭乗しなかった場合（ノーショー）は、その区間のみならず、残りの全区間についても前途無効とするルールを適用している（サウスウェスト航空は例外で、往復航空券の往路を放棄しても復路は有効である）。無効とされた区間の運賃を払い戻すかどうかは、その航空券のクラス（下記）による。
一般に普通運賃を適用した航空券は、購入期限や発売場所、有効期間や有効便、選択（指定）できる座席の範囲や販売座席数、空席（キャンセル待ち）時の優先取り扱い、予約変更や払い戻し（取り消し）、上級席に空席があるときやダブルブッキング（同一席の二重販売）時のインボランタリー・アップグレードなど、利用条件に関する自由度や優遇度が高いが、割引運賃を適用した航空券は、割引の度合いに比例して自由度が低下する。
例えば、ユナイテッド航空の場合、変更や払い戻しの制限のないファーストクラスを筆頭に、マイレージ特典券などを含んで28のクラスに細分されており、エコノミークラスだけでも、変更や払い戻しの制限のない「第一段階」から、変更や払い戻しの一切できない格安団体専用券（旅行会社のみ、一般には販売しない）の「第13段階」まで分かれている。

## 航空券の種類

### 国内線航空券と国際線航空券
航空券には国内線航空券と国際線航空券があり、国際線航空券はワルソー条約やモントリオール協定など国際条約の適用を受ける。

### 航空旅行の形態による分類
運賃を決定するための航空旅行の形態は、主として以下の5種類に分類される。
片道 (One Way,OW)
往復 (Round Trip, RT)
この場合の往復とは、往路と復路の運賃額が同一となることを指し、必ずしもそれぞれの経路が同一とは限らない。
周回 (Circle Trip, CT)
この場合の周回とは、往路と復路の運賃が異なる場合を指す。
オープンジョー (Open Jaw, OJ)
往復ないし周回旅行において、出発地と到着地のいずれか片方、ないし両方が異なる旅行を指す。
世界一周 (Round The World Trip, RTW)
大西洋と太平洋を一度ずつ経由し、東回りないし西回りで出発地に戻る旅行を指す。専用の航空運賃が設定されている。詳しくは世界一周航空券を参照のこと。

## 航空券の購入

### 航空券の発券
航空券は航空会社のほか旅行会社でも発券される。どこで発行されたかは、航空券の券面に記載されている。普通運賃の場合、購入時に必ずしも利用便を予約する必要がない（オープンチケット発行が可能）が、大半の割引航空券では、往復の利用便を予約してから購入しなければならない（往復FIXの義務）。
旅行会社での発券は、国内線の場合は航空会社と代理店契約を締結した旅行会社で行われる。国際線の場合は、航空会社と旅行会社の数が膨大なので、各国ごとに国際航空運送協会 (IATA) による BSP (Billing Settlement Plan) と呼ばれる「銀行集中決済方式」を取っている。
日本でいえば、BSP JAPAN に加盟した航空会社の航空券を BSP JAPAN が公認した旅行会社で発券し、決済はみずほ銀行を通じて行なわれる。この旅行会社のことをIATA公認代理店という。
また日本国外の一部の航空会社では、BSP JAPAN を通さずに直接日本の旅行会社と契約して発券を委託している場合もある。国内線も国際線も店舗を指定しての契約・公認なので、同じ旅行会社でも航空券が発行できる店舗とできない店舗がある。
近年は、インターネット予約システムの普及で、後述の空港でのチェックインの際にATB券を発券したり、さらには電子航空券に切り替えており、旅行会社で紙の発券は無くなっている。
日本国内線航空便を利用する場合、従来は旅行会社や航空会社の営業所などで、空席状況を確認して航空券を購入することがほとんどであったが、日本の航空会社では2002年頃から航空会社のウェブサイトでのインターネット予約・決済が拡充され始めており、この場合は航空券が発券されない「チケットレスサービス」の利用が可能である。
※この場合の支払手段は、一部高速バス同様に、予約後にコンビニエンスストアで運賃を支払い、レジから印字される控え証を航空券の代用とするか、クレジットカード払いを選択した場合は、搭乗当日などに空港のカウンターやチェックイン機などで予約番号を入力、あるいは予約・購入時に、利用したクレジットカードをチェックイン機に挿入するなどして、航空券兼搭乗券を受け取る形を取る場合が多い。念のために予約画面の印刷を行うと良い。
日本からの国際線航空券についても、従来は旅行会社や航空会社の営業所などで購入するケースが主流だったが、最近では大手も含めた航空会社がインターネット予約のチケットレスサービス販売に力を入れており、発券手数料等を導入するまでは、そちらの方が若干安くなるように料金を設定していた。日本の大手航空会社の国内線のチケットレス割引は2007年9月30日搭乗分をもって終了し、廃止された。ウェブサイトで予約できる殆どの運賃に適用され、割引運賃であっても、さらに2%の割引が重複適用されていた。

### 発券手数料等
近年、航空会社の市内カウンターや空港カウンター、コールセンター等有人チャネルによる予約、変更、発券等をする場合、発券手数料を徴収する航空会社が増えている。日本では、日本航空、全日空が国際線利用客に対して、上記を通じて予約した場合に発券手数料を徴収している（国内線の場合、無料）。日本の国内線であっても、格安航空会社では予約手数料や支払い手数料、座席指定料金などを徴収されることが多い。世界の航空会社でも、同様に手数料を徴収する会社が多い。
また、航空会社から旅行会社に支払われる販売手数料を廃止（ゼロコミッション）して以降、旅行会社で予約・発券した場合も、旅行会社が定めた発券手数料を徴収する会社が多い。

### 航空運賃・料金
航空券を購入する際には、航空運賃のほか（無償航空券、特典航空券の場合を除く）、消費税や出入国税などの税金を支払う。また、空港使用料（旅客サービス施設使用料や旅客保安サービス料など）や航空保険料、燃油特別付加運賃（燃油サーチャージ）や航空保険特別料金が必要となる場合がある。ただし、税金・料金等はその相当額を航空運賃に組み込んでいることも多い。
日本の国内線では、航空運賃のほか、東京国際空港（羽田）、中部国際空港、北九州空港発着便は旅客施設使用料 または旅客取扱施設利用料 (PFC / Passenger Facility Charge) が、成田国際空港、関西国際空港第2ターミナル発着便は旅客サービス施設使用料 (PSFC / Passenger Service Facility Charge) が必要となる（無償航空券、特典航空券の場合を除く）。日本の国内線航空運賃には、消費税、大阪国際空港（伊丹）発着のジェット機便は特別着陸料を含んでいる。フジドリームエアラインズ（FDA）では2011年9月1日搭乗分より航空運賃のほかに燃油特別付加運賃（燃油サーチャージ）が別途必要である。アメリカ同時多発テロ事件の影響で2001年11月1日搭乗分より日本の大手航空会社が導入した国内線の航空保険特別料金は2006年10月1日搭乗分より廃止され、その相当額を航空運賃に組み込んだ。

## 航空券の効力

### 航空券の有効期間
航空券は発券航空会社またはその代理店のバリデーター（有効印）の押印により記載内容が有効となる。
普通運賃航空券の場合、日本の国内線は予約がない状態であれば、発券日の翌日より90日間が有効期限となっている。しかし、航空運賃の自由化に伴い、「早割」・「特定便」等の割引運賃が適用される場合には、その便・座席のみが有効とされる。
また、国際線の普通運賃航空券は、予約なし発券（OPEN発券）の場合は発券日の翌日を起算として1年間有効であるが、こちらも割引運賃を適用する場合には、その便ないし座席に限って有効とし、更に旅行の最低必要日数と上限日数を定めることがある。団体運賃航空券や周遊運賃航空券には有効期間が数カ月あるいは数週間のものもある。
大半の格安航空券では予約の変更やストップオーバー（途中降機。目的地以外の都市に24時間以上滞在すること）、オープンジョー（出発地・到着地の一方、ないし両方が異なる経路とすること）などに制限がある。
さらに安いチケットの場合、直行便で無く乗継便の利用となっていて（日本から欧州へ向かう場合、ソウル、香港、モスクワなどでの乗り継ぎとなる）、通常の直行便より時間がかかったり、乗継の待ち時間が極端に長いことがある。

### 変更等
以下に述べるものは、病気以外の自己都合に起因する場合の航空会社における一般的な取り扱いである。旅行会社で予約・発券した場合は、旅行業者及び旅行業者代理業者が定める約款に従う場合もある。また悪天候や火山噴火・地震など、不可抗力に起因する場合や、機材故障など航空会社に起因する場合は以下とは取り扱いが異なり、ケースバイケースでの対応となることが多いので、この場合は航空券を購入した航空会社や旅行会社に問い合わせ願いたい（例:2010年のエイヤフィヤトラヨークトルの噴火による交通麻痺、ボーイング787のバッテリー問題、フレックストラベラー制度など）。

#### 変更
予約変更が可能な運賃と予約変更ができない運賃がある。予約変更が可能な運賃であっても予約変更手数料や交換発行手数料を必要とする場合がある。また往路便の予約変更はできなくても復路便のみ予約変更ができる航空券もある。 
日本の大手航空会社の国内線の場合、予約変更が可能な運賃の航空券であれば搭乗予定便の出発時刻前に限り何度でも無料で変更することができ、予約を取り消してオープンチケット（オープン券）にすることもできる。ただし次回搭乗する便との間で運賃額が異なる場合は差額調整が必要で、不足分は追加徴収、過剰額は払い戻しがなされ、PFCも同様の扱いを受ける。前述のとおり航空券の名義変更はできず、区間変更も一部を除きできない。また予約変更ができない運賃の航空券であっても搭乗日当日、出発空港にて予約便より前の便に空席がある場合に限り予約変更ができる航空券もある。

#### 払い戻し
払い戻す際には、日本の大手航空会社の国内線では取消手数料と払戻手数料が引かれた残額が払い戻される。国際線の航空券では、取消手数料と払戻手数料のうちより高額な方の手数料のみ申し受ける場合や一括した手数料となっている場合、払い戻しが一切できない航空券もあるのでそれぞれの運賃の払い戻しの規定を確認願いたい。また格安航空会社の中にはマイル・ポイント、クーポンや現物給付などで払い戻しを行う航空会社もある。
日本の大手航空会社の国内線の払戻手数料は、400円＋消費税である。ただしフジドリームエアラインズや北海道エアシステムでは払戻手数料自体が存在しない。
日本の大手航空会社の国内線の取消手数料は、予約変更ができる運賃（普通運賃・往復割引など）で購入した航空券を予約した便の出発時刻までに払い戻す場合はかからないが、それを過ぎた場合は所定の取消手数料がかかる。また、予約変更ができない運賃で購入した航空券を払い戻す場合は、出発時刻前と後のいずれであっても取消手数料がかかる場合がほとんどで、最近では航空会社が異なると同じ運賃であっても払い戻しの規定が全く違うケースが増えてきている。
クレジットカードで航空券を購入した場合は、クレジットカード会社を通じての払い戻しとなるが、それ以外は航空会社の定めにより、また支払い場所、支払い方法によって異なっている。口座振込となる場合が多いが、航空会社の空港カウンターや支店でしか払い戻しができない場合もある。振込手数料や交通費など、払い戻しにかかる費用は、自己負担となるケースが多い。また旅行券等のギフトカードなど、支払い方法によっては、払い戻しができない場合もある。
払い戻し期間があらかじめ決められていることが多いので注意願いたい。日本円で航空券を購入した場合であってもアメリカ合衆国ドル、現地の通貨、その航空会社が籍を置く国家の通貨での返金となる場合もある。